# Azara-Kapuzineraffe
Der Azara-Kapuzineraffe (Sapajus cay, Syn.: Cebus apella cay) ist eine Primatenart aus der Familie der Kapuzinerartigen innerhalb der Neuweltaffen, die im zentralen Südamerika vorkommt. 

## Verbreitung
Sein Verbreitungsgebiet liegt im brasilianischen Bundesstaat Mato Grosso do Sul, im Süden von Mato Grosso und im Südwesten von Goiás, außerdem den östlich des Río Paraguay gelegenen Teil von Paraguay, sowie Regionen in den argentinischen Provinzen Chaco, Formosa, Jujuy und Salta und in den südostbolivianischen Departamentos Santa Cruz und Tarija. Die Grenze des Verbreitungsgebietes im westlichen Bolivien ist wenig bekannt. Es besteht eine Verbreitungslücke im bolivianischen und paraguayischen Gran Chaco, eine Region mit Trockenwäldern und Dornbuschsavannen. Die Verbreitungszone in Brasilien und im östlichen Paraguay ist nicht durchgehend mit der im südöstlichen Bolivien und nordwestlichen Argentinien verbunden.

## Merkmale
Der Azara-Kapuzineraffe ist eine kleine Kapuzinerart mit relativ kurzen Beinen und erreicht ein Gewicht von 3 bis 3,5 kg, eine Kopf-Rumpf-Länge von 40 bis 45 cm und hat einen 41 bis 47 cm langen Schwanz. Ein auffälliger Geschlechtsdimorphismus besteht nicht. Rücken, Schultern, die körpernahen zwei Drittel des Schwanzes sowie die Außenseiten von Oberschenkeln und Oberarmen sind braun bis graubraun, das letzte Schwanzdrittel, Unterschenkel, Unterarme, Hände und Füße sind schwärzlich. Augen, Nase und Maul sind von weißlichen Haaren umgeben. Charakteristisch für die Art sind zwei schwarze, kurze, hornartige Haarbüschel auf dem Kopf. Ein schmaler, weißer Bart und eine schwarze Linie laufen von den Ohren, über die Wangen bis unter das Kinn.

## Lebensweise

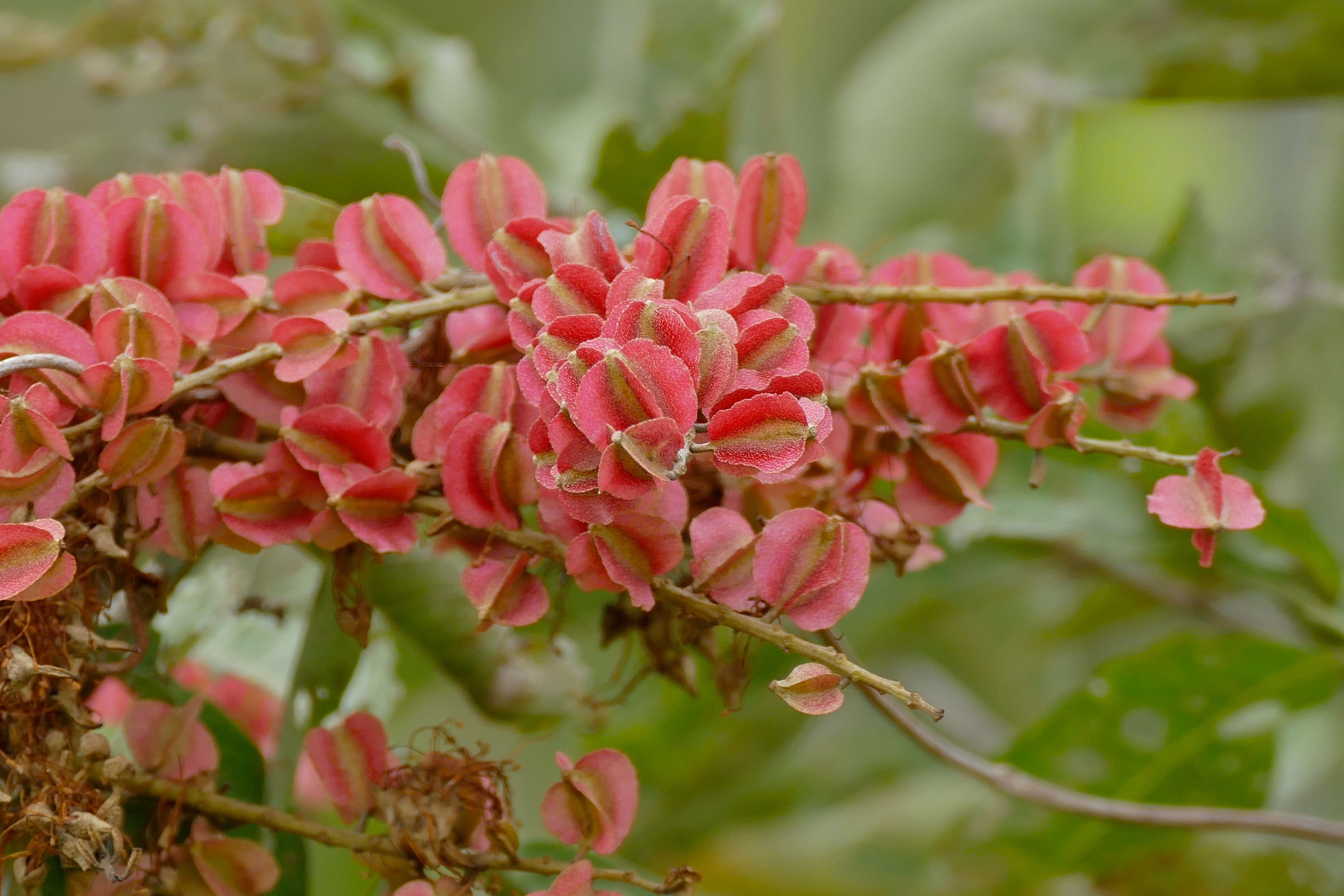
Früchte von Combretum lanceolatum

Der Azara-Kapuzineraffe lebt in feuchten und sommerfeuchten Wäldern, in Bergwäldern bis zu einer Höhe von 1500 Metern, in Galeriewäldern in Dornstrauchsavannen und im Pantanal. Er ernährt sich von Früchten, Samen, Blättern und von kleinen Tieren. Während der Regenzeit verspeist er vor allem Früchte und Samen, in der Trockenzeit sind Blätter und Blüten von Sukkulenten von Bedeutung. Fruchtstände von epiphytischen Bromelien, vor allem von Aechmea distichantha, Tillandsia maxima und Vriesea tucumanensis, werden das ganze Jahr über gefressen, außerdem Früchte und Nektar der Lianenart Combretum lanceolatum. Im sumpfigen Pantanal werden fressende Azara-Kapuzineraffen von Schwärmen der fruchtfressenden Salmlerart Brycon hilarii begleitet, die herunterfallende Fruchtreste aufschnappen. Die Fortpflanzung der Art wurde bisher nicht erforscht.

## Bedrohung und Schutz
Derzeit sind keine größeren Bedrohungsfaktoren für den Bestand des Azara-Kapuzineraffen bekannt. In einigen Gebieten wird er als Nahrungsressource gejagt, die Region ist aber nur dünn vom Menschen besiedelt. Im östlichen Paraguay kann Holzeinschlag einen größeren Einfluss haben. Die Art wird häufig als Haustier gehalten. Die IUCN stuft sie als ungefährdet (Least Concern) ein. Der Azara-Kapuzineraffe kommt in zahlreichen Naturschutzgebieten vor, etwa im Pantanal-Matogrossense-Nationalpark in Brasilien, im Noel-Kempff-Mercado-Nationalpark in Bolivien oder im Calilegua-Nationalpark in Argentinien.